# Malbork Commonwealth War Cemetery
Der Malbork Commonwealth War Cemetery ist ein Soldatenfriedhof in Malbork in Polen. Auf dem Friedhof befinden sich insgesamt 245 Gräber britischer Soldaten. 232 Gräber stammen aus der Zeit des Zweiten Weltkrieges darunter sind sechs Gräber für nicht namentlich bekannte Soldaten. 13 Gräber stammen aus der Zeit des Ersten Weltkrieges. 
Die Toten des Zweiten Weltkrieges kamen zu meist aus den Kriegsgefangenenlagern Stalag XX B in Malbork, Stalag I A in Stablack und Stalag II D in Stargard sowie Stalag XX A in Toruń. Nach dem Ende des Krieges wurden die Toten aus verschiedenen lokalen Friedhöfen, wo ihre Pflege nicht gewährleistet werden konnte, auf diesen Friedhof umgebettet. Die Toten des Ersten Weltkrieges wurden in den 1960er Jahren vom Garnisonsfriedhof in Gdańsk auf diesen Friedhof umgebettet.
In den 1960er Jahren wurde ebenfalls das Malbork Memorial errichtet, mit dem 39 britischen Kriegsgefangenen aus der Zeit des Ersten Weltkrieges gedacht wird, die auf dem Soldatenfriedhof von Lidzbark Warmiński begraben liegen. Die Pflege der dortigen Gräber konnte zu jenem Zeitpunkt nicht mehr gewährleistet werden. Im Frühjahr 2014 wurde von der Commonwealth War Graves Commission dort aber eine neue Gedenkstätte eingerichtet.